# Seznam hejtmanů Jihomoravského kraje
Hejtman Jihomoravského kraje (v letech 2000–2001 hejtman Brněnského kraje) je člen Zastupitelstva Jihomoravského kraje, kterého si tento orgán zvolil do svého čela. Samosprávný Jihomoravský kraj vznikl v roce 2000 pod názvem Brněnský kraj a toto pojmenování nesl do května 2001.

## Seznam
| Č. | Portrét | Portrét           | Jméno             | Nástup do úřadu    | Opuštění úřadu     | Navrhující strana | Volby |
| -- | ------- | ----------------- | ----------------- | ------------------ | ------------------ | ----------------- | ----- |
| 1. |         | Stanislav Juránek | Stanislav Juránek | 20. prosince 2000  | 21. listopadu 2008 | KDU-ČSL           | 2000  |
| 1. | 2004    | Stanislav Juránek | Stanislav Juránek | 20. prosince 2000  | 21. listopadu 2008 | KDU-ČSL           |       |
| 2. |         | Michal Hašek      | Michal Hašek      | 21. listopadu 2008 | 16. listopadu 2016 | ČSSD              | 2008  |
| 2. | 2012    | Michal Hašek      | Michal Hašek      | 21. listopadu 2008 | 16. listopadu 2016 | ČSSD              |       |
| 3. |         | Bohumil Šimek     | Bohumil Šimek     | 16. listopadu 2016 | 11. listopadu 2020 | ANO               | 2016  |
| 4. |         | Jan Grolich       | Jan Grolich       | 11. listopadu 2020 | úřadující          | KDU-ČSL           | 2020  |